# USS Tennessee (BB-43)
«Теннесси» (англ. USS Tennessee (BB-43)) — головной линкор типа «Теннесси» ВМС США. Стал третьим по счёту кораблём ВМС, названным в честь 16-го штата США. Линкор был повреждён во время нападения на Пёрл-Харбор в декабре 1941 года, но был отремонтирован и модернизирован. Во время войны на Тихом океане участвовал в бомбардировках Алеутских островов, острова Тарава, Маршалловых островов, Марианских и Филиппинских островов, острова Иводзима, Окинавы. 25 октября «Теннесси» принимал участие в сражении в проливе Суригао.
После окончания Второй мировой войны, «Теннесси», был помещён в резерв, а в 1959 году линкор был окончательно списан.

## Строительство
Киль линкора «Теннесси» был заложен 14 мая 1917 года на Нью-Йоркской военно-морской верфи. Спущен на воду 30 апреля 1919 г. Бутылку о борт разбила Мисс Хелен Ленор Робертс — дочь губернатора Теннесси Альберта H. Робертса. Введён в эксплуатацию 3 июня 1920 года, первым командиром нового линкора назначен Ричард H. Ли.
В результате длительных экспериментов и испытаний, защита подводной части корпуса линкора и система управления огнём были значительно совершеннее, чем у предшественников.

## История службы

### Довоенный период

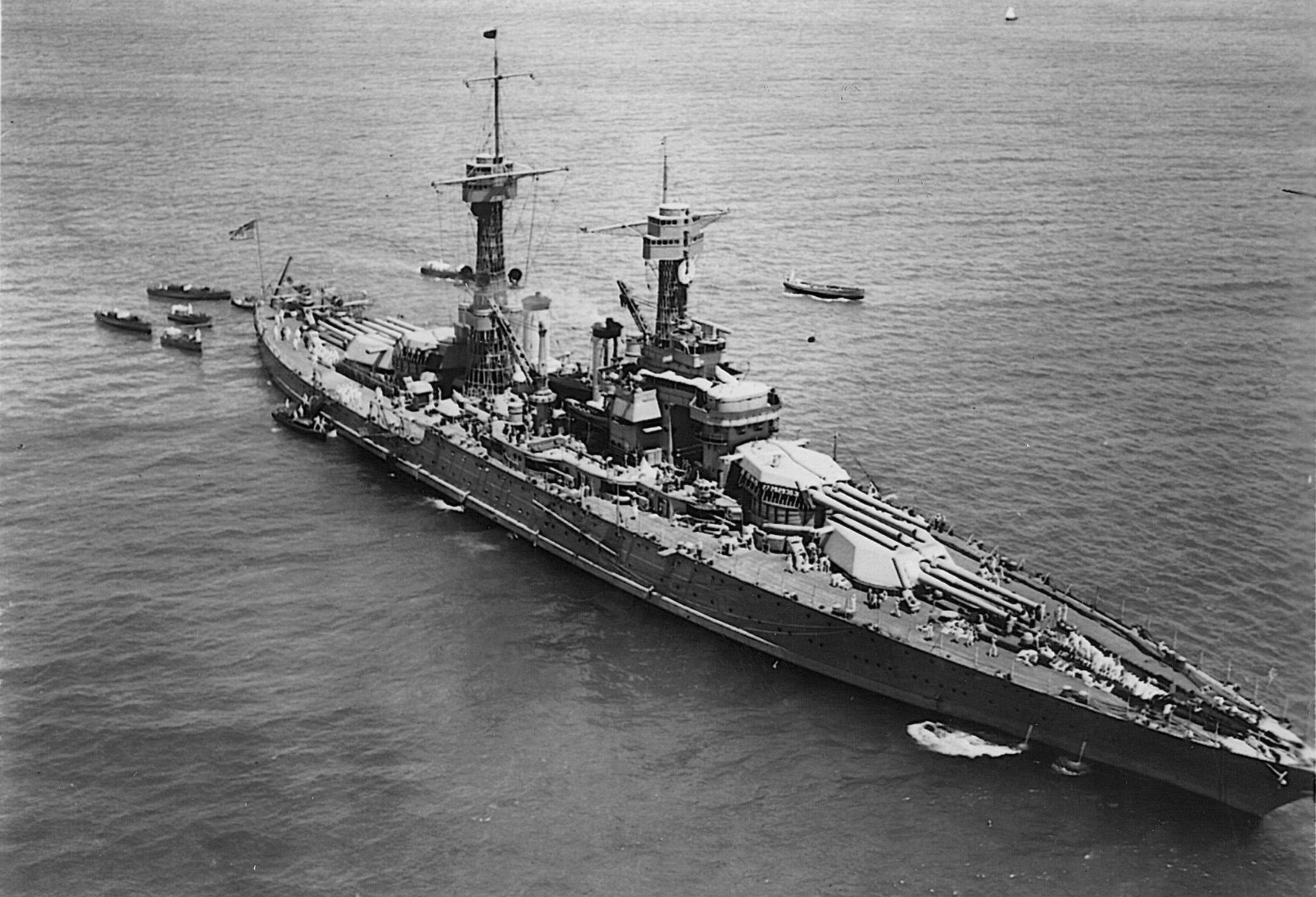
«Теннесси» в 1920 г.

После вступления в строй с 15 по 23 октября 1920 года линкор проходил испытания.
Во время стоянки в Нью-Йорке 30 октября на «Теннесси» произошёл взрыв трёхсоткиловаттного электрического генератора. Взрыв полностью уничтожил турбины и ранил двух машинистов. После ремонта 26 февраля 1921 года линкор вышел из Нью-Йорка в Гуантанамо где продолжились испытания.
Пройдя Панамский канал, 17 июня 1921 года «Теннесси» прибыл в Сан-Педро, Калифорния, где провёл следующие 19 лет.
Корабль вошёл в состав линейных сил Тихоокеанского флота США, где прослужил до начала Второй мировой войны. На Тихом океане линкор занимался боевой подготовкой участвуя в ежегодных широкомасштабных военных играх, где разыгрывались различные стратегические и тактические ситуации. «Теннесси» играл заметную роль в этих боевых упражнениях. Во время тренировок линкор многократно выполнял боевые стрельбы по кораблям-мишеням, проводя обучение команды в обстановке, приближённой к боевой.
В 1922—1923 годах линкор выигрывал конкурс по эффективности стрельбы, набрав наибольшее число баллов.
В 1923 и 1924 годах, он снова выиграл вышеуказанный конкурс, а также получил «Вымпел Боевой Эффективности» — за наивысший суммарный балл артиллерийского огня.
В 1925 году «Теннесси» принял участие в совместных морских манёврах армии и флота по проверке обороноспособности Гавайских островов.
В течение 1929—1930 годов линкор проходил модернизацию, в результате которой восемь 76 мм зенитных батарей были заменены на восемь 127-мм/25 пушек.
Весной 1940 года учения проводились на Гавайских островах. Из-за растущей угрозы со стороны Японии линейные силы флота остались в Пёрл-Харбор.
После капитального ремонта на военной верфи в заливе Пьюджет-Саунд, 12 августа 1940 года «Теннесси» ушёл на Гавайские острова.
Учения, запланированные на весну 1941 года, были отменены.

### Вторая мировая война

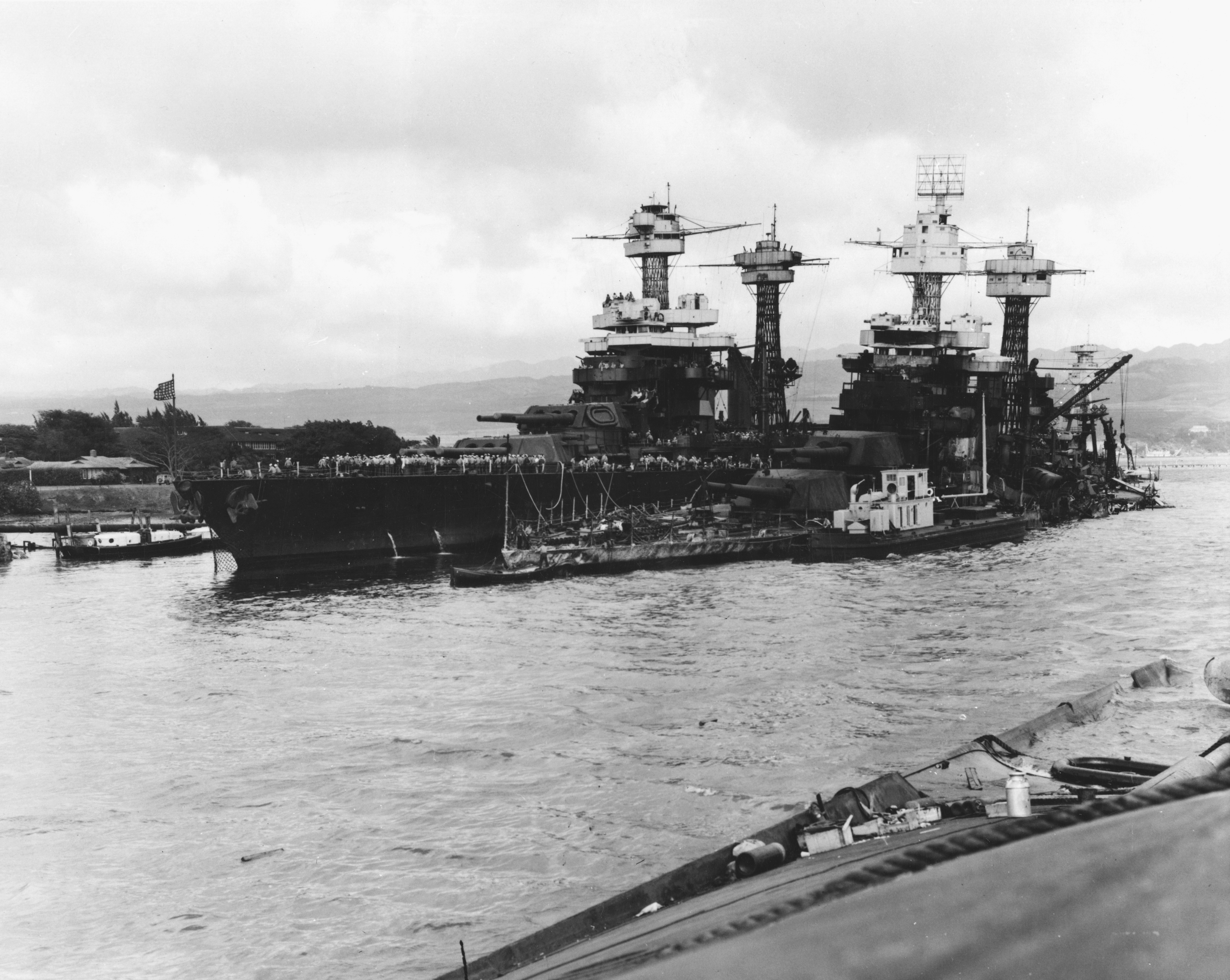
«Теннесси» (BB-43) и севший на грунт «Западная Вирджиния» (BB-48) у причала F-6 в Пёрл-Харборе

7 декабря 1941 г. во время нападения Японии на Пёрл-Харбор линкор стоял у о. Форд. Стоявший рядом с «Теннесси» линкор «Западная Вирджиния» получил 9 торпедных попаданий в среднюю часть и лег на грунт. «Теннесси» был прижат корпусом «Западной Вирджинии» к причальной стенке и получил попадания двумя авиабомбами. Башни ГК № 2 и № 3 были выведены из строя. Потери личного состава линкора: 5 человек погибло, 21 — ранен. После небольшого ремонта в Пёрл-Харбор, «Теннесси» совершил переход в США.

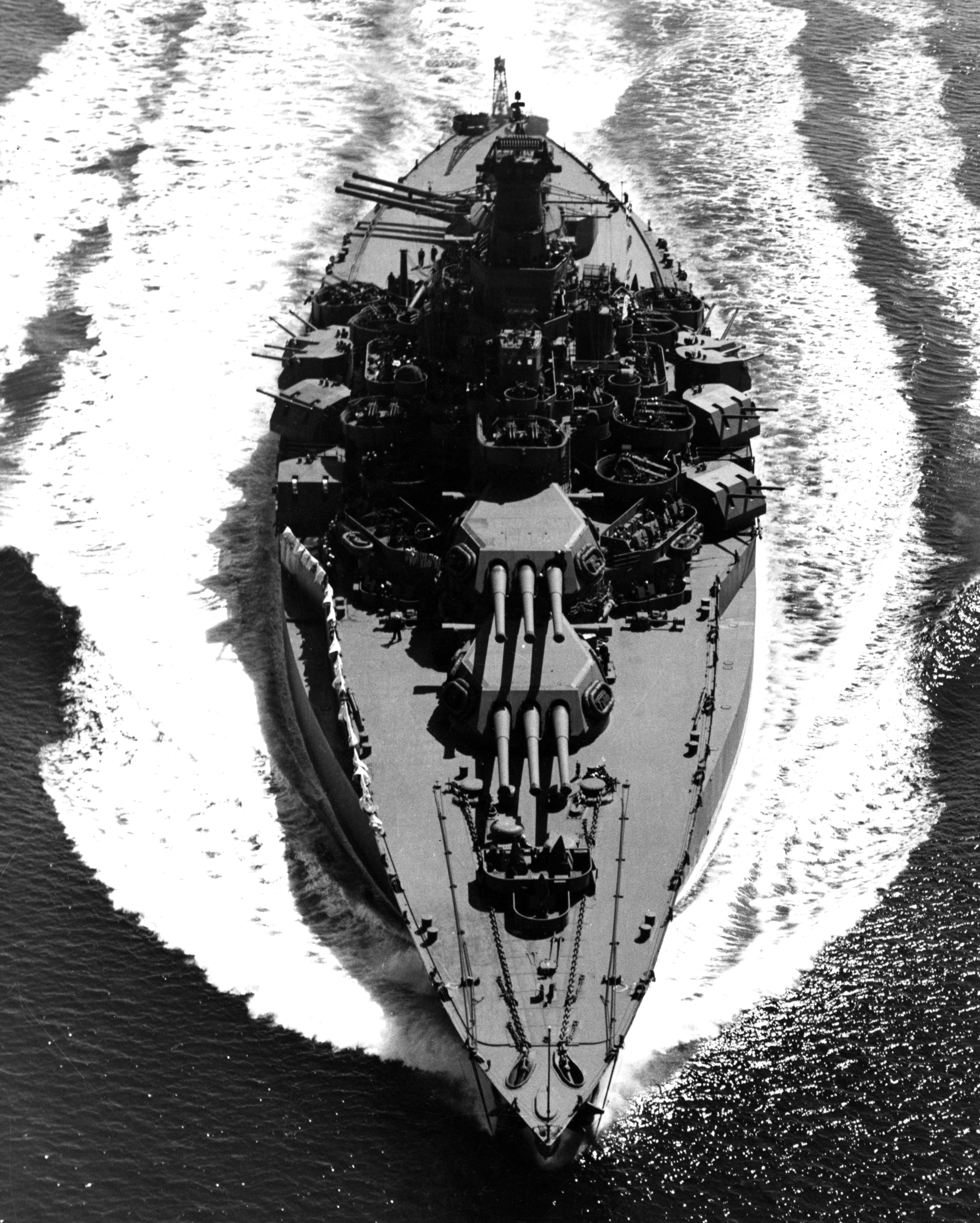
«Теннесси» (BB-43) в море

### Окончание войны
После подписания 2 сентября 1945 года Акта о капитуляции Японии, Вторая Мировая война была завершена.
Последним заданием линкора «Теннесси» было прикрытие высадки оккупационных войск в Японии. 23 сентября «Теннесси» прибыл к Японским островам. У экипажа корабля была возможность увидеть корабли Японского императорского флота, крупные верфи и базы и осмотреть некоторые достопримечательности, прежде чем 16 октября линкор отплыл в Сингапур. После захода в Сингапур «Теннесси» продолжил своё долгое путешествие домой через мыс Доброй Надежды, так как после перестройки ширина корабля сильно возросла и он не мог пройти через Панамский канал.
К четвёртой годовщине нападения на Пёрл-Харбор, линкор «Теннесси», пришвартовался на Филадельфийской военно-морской верфи.

### Завершение службы
После войны началось масштабное сокращение военно-морского флота. «Теннесси» попал в число кораблей подлежащих консервации. В 1946 году на линкоре проводились работы по выводу корабля в резерв. 14 февраля 1947 года, «Теннесси» был выведен из состава действующего флота и поставлен на хранение. Линкор простоял в резерве 12 лет. 1 марта 1959 года, линкор «Теннесси» был исключён из состава Военно-морского Регистра судоходства. 10 июля того же года он был продан на слом.

## Награды
За время войны с Японией «Теннесси» получил 10 боевых звёзд.